# Цанетопулос, Адам
Адам Цанетопулос (греч. Αδάμ Τζανετόπουλος; 10 февраля 1995, Волос, Греция) — греческий футболист, полузащитник клуба ПАС Ламия 1964 и сборной Греции.

## Клубная карьера
Цанетопулос — воспитанник клубов «Олимпиакос» и «Ники Волос». В 2014 году Адам подписал свой первый профессиональный контракт со столичным клубом АЕК. 17 декабря в матче против «Фостираса» он дебютировал в футбольной лиге Греции. По итогам сезона Адам помог команде выйти в элиту. 22 августа 2015 года в матче против «Платаньяса» он дебютировал в греческой Суперлиге. В 2016 году Адам в составе АЕКа стал обладателем Кубка Греции. В начале 2017 года Цанетопулос на правах аренды перешёл в «Ираклис». 25 января в матче против «Верии» он дебютировал за новый клуб.

## Международная карьера
10 мая 2015 года в отборочном матче чемпионата Европы 2016 против сборной Венгрии Цанетопулос дебютировал за сборную Греции.

## Достижения
Командные
 АЕК
- Обладатель Кубка Греции — 2016